# Pasquale de Virgiliis
Pasquale de Virgiliis (a volte citato erroneamente come de Virgilii; de Virgili o Virgiliis senza patronimico; Chieti, 16 novembre 1810 – Trani, 7 marzo 1876) è stato un poeta, patriota e politico italiano.

## Biografia
Pasquale de Virgiliis ricevette la prima formazione culturale nel collegio degli Scolopi di Chieti. Nel 1832 si laureò in giurisprudenza a Napoli. Agli inizi esercitò, sotto la guida di Pasquale Liberatore, la professione forense, quindi si dedicò completamente agli studi letterari.
Alla carriera di avvocato alternò la passione per la poesia, di matrice romantica sui temi e motivi cari al byronismo italiano; fu anche il primo traduttore italiano delle opere di Byron. Scrisse alcuni poemi incentrati sull'esaltazione dell'energia umana, la rivolta dell'uomo contro la società. Nel 1835 fondò la rivista letteraria Filologia abruzzese, che in seguito assunse il nome di Giornale abruzzese di scienze lettere e arti.
Di ispirazione liberale, de Virgiliis si avvicinò alla politica nel 1848 senza però esporsi contro il vigente governo borbonico.
Nel 1860 fu Intendente di Teramo mantenendo ancora allora un atteggiamento ambiguo. Solo nel settembre di quell'anno, quando il Regno delle due Sicilie cominciò a dare seri segni di disfacimento, emise un proclama del quale si riporta solo una parte:
"Signori. L'antico regime fece sempre assegno sulla ignoranza de' popoli per ispogliarli ed opprimerli impunemente. Il delitto vive comodamente nelle tenebre, né v'ha trionfo di verità e di giustizia che nelle regioni purissime della luce. Le istituzioni libere riescono impotenti al bene e restano lettera morta, se non si dà alacremente opera di diffondere, specialmente nelle masse, la istruzione. Un regno tenuto vergognosamente e per tanti anni ravvolto nella più bassa ignoranza può dirsi oggi a mala pena capace di scernere i vantaggi del regime costituzionale ...".
Nel settembre del 1860 si mise a capo dei liberali, diventando poi prodittatore con Troiano De Filippis Delfico e Clemente De Caesaris. Il neocostituito triunvirato decretò quasi subito:
Art. 2 - Una commissione militare permanente procederà immediatamente con rito sommario alla punizione dei colpevoli»
(B.P.A. Il rinnovamento. Giornale di Abruzzo Citeriore. 28 settembre 1860, Anno 1 n. 4, pag. 16, Dispacci Telegrafici)
Dopo l'ingresso di Giuseppe Garibaldi a Napoli i prodittatori gestirono l'insurrezione nella provincia di Teramo proclamando Vittorio Emanuele II re d'Italia.
Divenne in seguito governatore della sua provincia, e accolse sul ponte del Tronto Vittorio Emanuele, quando il re d'Italia entrò per la prima volta in Abruzzo..
In seguito fu consigliere della Gran corte dei conti fino al 1871, quindi conservatore delle ipoteche di Trani.
Nella città pugliese morì nel 1876.

## Opere
I numeri del "Giornale abruzzese di Lettere,  Scienze e Arti" sono stati raccolti in volume e conservati nella Biblioteca nazionale "Vittorio Emanuele III" di Napoli, e nella Biblioteca provinciale "A.C. De Meis" di Chieti. 
Le opere di Pasquale de Virgiliis sono i poemi:
- L'Americano
- I Suliotti
- Costantina
- Masaniello
- Rienzo
- I Vespri Siciliani
- Una notte a Venezia
- Una gita sul Gran sasso d'Italia
- La Commedia del secolo (1840-43), una sorta di Faust in prosa poetica.

Tradusse tragedie, odi e poemetti di Lord Byron:
- Tragedie di Lord Byron, vol. 1 (Manfredo - poema drammatico; Caino - mistero; Sardanapalo - tragedia storica), Bruxelles, Société Belge de Librairie, 1841
- Tragedie di Lord Byron, vol. 2 (Marino Faliero - tragedia storica; I due Foscari - tragedia storica; A Napoleone - ode; Alla stella della Legion d'onore - ode; A Vaterloo - ode; L'addio di Napoleone alla Francia - ode; Prometeo - ode; Le tenebre - poemetto), Bruxelles, Société Belge de Librairie, 1841